# Радж Капур
Радж Капур (на хинди: राज कपूर), известен като The Show-Man (шоумен) е индийски филмов актьор, продуцент и режисьор на хинди киното. Носител е на 9 престижни филмови награди.
Той е най-голямото от шест деца в семейството. Двама от неговите братя са също актьори, а други двама умират като невръстни деца. За първи път се появява във филм на 11-годишна възраст, през 1935 година. Истинският му пробив обаче идва през 1947 година. Последната му поява във филм е през 1984 година.
Страда от астма през целия си живот и умира от усложнения вследствие на тази болест. Той е обичан по целия свят, както от филмовите критици, така и от почитателите си. Наричан е „Чарли Чаплин на индийското кино“. Трима от неговите внуци днес са звезди на Боливуд.